# Heliconius egeria
Heliconius egeria är en fjärilsart som beskrevs av Pieter Cramer 1775/76. Heliconius egeria ingår i släktet Heliconius och familjen praktfjärilar.
H. egeria är en ganska stor fjäril som förekommer i tropikerna i Sydamerika, och då främst i Amazonas. 
H. egeria delas upp i ett flertal underarter, där vissa ibland beskrivs som egna arter:
- H. egeria egeria
- H. egeria egerides
- H. egeria homogena
- H. egeria hyas
- H. egeria mariasibyllae
- H. egeria keithbrowni
- H. egeria christiani

## Bildgalleri

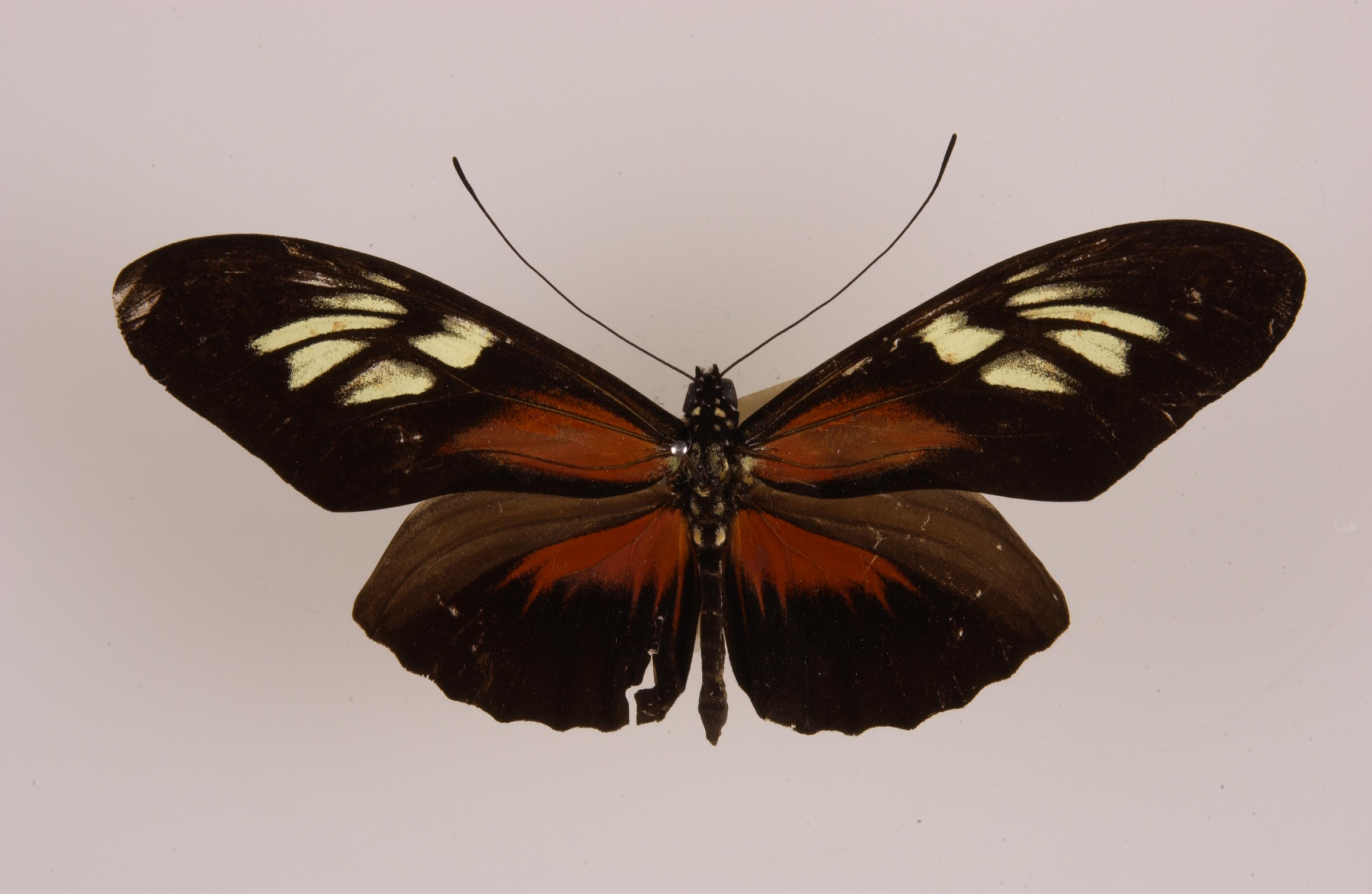
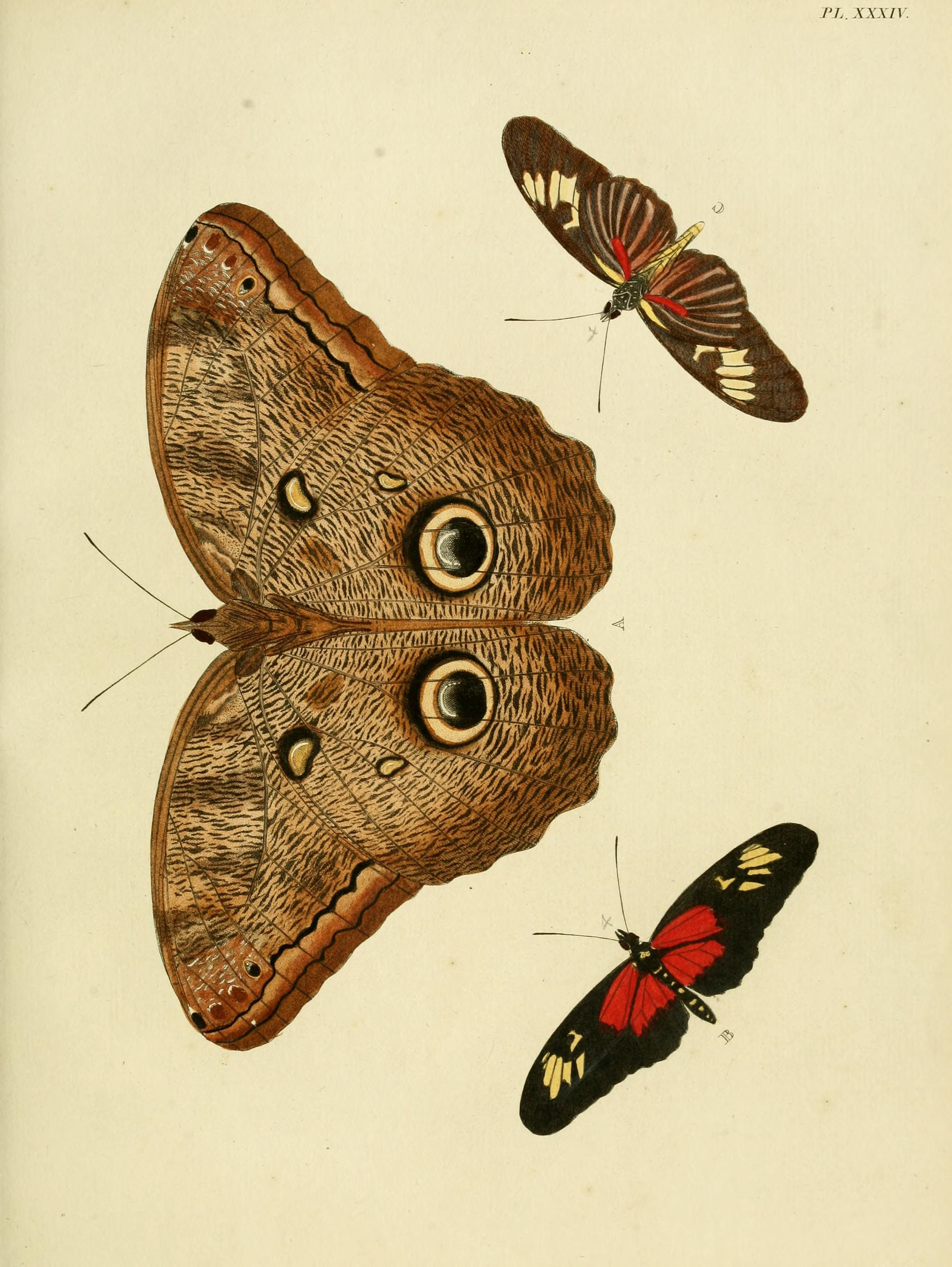